# Isaac de Moucheron

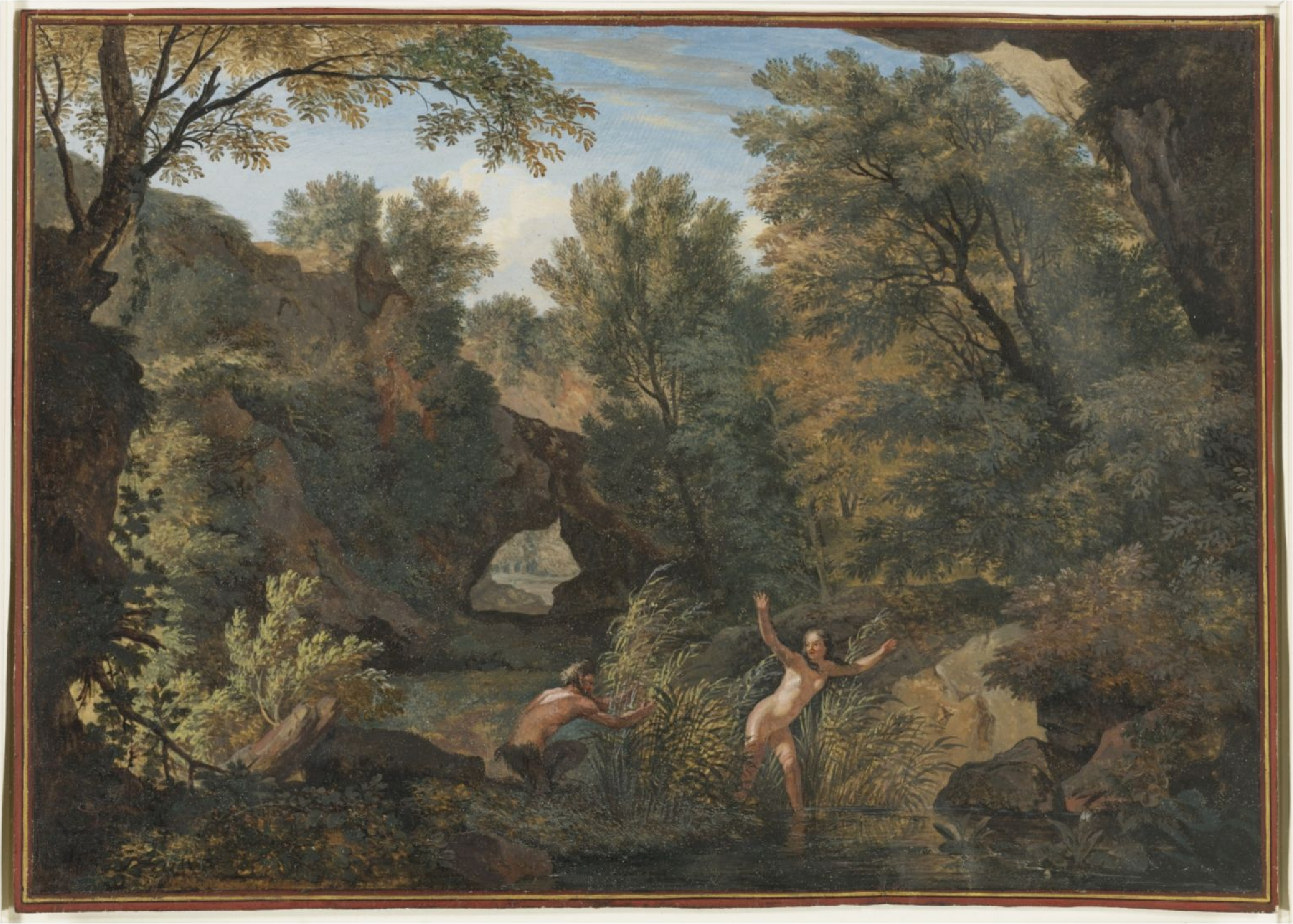
Rugged river landscape with a nymph surprised by a satyr

Isaac de Moucheron (Amsterdam, 23 november 1667 - 20 juli 1744) was een Nederlands kunstschilder, etser, graveur en architect.
De Moucheron werd geboren als zoon van Frederik de Moucheron en Maria Magdalena de Jouderville, de dochter van Isaac de Jouderville. Hij werd opgeleid in de schilderkunst door zijn vader Frederik de Moucheron. Deze stamde uit een voornaam Frans geslacht uit Normandië. Zijn grootvader van moederszijde, naar wie hij werd vernoemd, was een leerling van Rembrandt.
De Moucheron was een veelzijdig schilder, tekenaar en etser van vedute en hoofs-classicistische landschappen. Zoals destijds gebruikelijk is hij voor zijn opleiding enige tijd in Italië geweest. Hij reisde in 1695 via Bologna naar Rome; zijn bentnaam aldaar luidde "Ordenantie om dat hy de konst ordonneren zo meesterlyk verstont." Het is bekend dat Moucheron in Rome Nicolas Poussin kopieerde. Zijn tekeningen werden reeds vroeg geroemd om hun hoge kwaliteit. Voor augustus 1697 was hij weer terug in Amsterdam waar hij onder andere bevriend raakt met de architect Daniel Marot en met schilders als Jacob de Wit en Nicolaas Verkolje. Zijn grootste bekendheid heeft hij verkregen als de maker van beschilderde behangsels voor de Amsterdamse patriciërshuizen. Zelf woonde hij als welgesteld kunstenaar ook in zo'n huis. Verder was hij als architect en ontwerper van tuinen werkzaam.
Hij heeft hoogstwaarschijnlijk het ontwerp gemaakt van de gevel van het voormalig Logement van Amsterdam in Den Haag aan het Plein 23. Architectuur speelde in het hele oeuvre van De Moucheron een nadrukkelijke rol, hij is op dat gebied ook zelfscheppend geweest. Men moet in hem een exponent zien van een internationaal classicisme een vertegenwoordiger van de 'Grand Style' op Italiaans/Franse grondslag. De Moucheron trouwde in 1733 met Anna van Borkum. Hij overleed op 76-jarige leeftijd.
Tot op de dag van vandaag zijn in diverse grachtenhuizen nog wandschilderingen van hem te bewonderen, en zijn schilderijen hangen in diverse bekende musea over de gehele wereld.